# Ljubgojna
Ljubgojna este o localitate din comuna Horjul, Slovenia, cu o populație de 145 de locuitori.